# Tarzans Abenteuer in New York
Tarzans Abenteuer in New York (Originaltitel: Tarzan’s New York Adventure) ist ein US-amerikanischer Abenteuerfilm des Regisseurs Richard Thorpe aus dem Jahr 1942. Das Drehbuch basiert auf Motiven von Edgar Rice Burroughs. Die Erstaufführung in Deutschland fand 1950 statt.

## Handlung
Angestellte eines Zirkus landen mit dem Flugzeug im Dschungel, um Löwen für ihre Show zu suchen. Die drei Männer treffen dabei auf Tarzan, Jane und deren Adoptivkind Boy. Sie sind vom Umgang des Jungen mit den Elefanten beeindruckt. Der Anführer der Männer, Buck Rand, glaubt, der Junge könne ein Star in seinem Zirkus werden. Die Gruppe wird von Eingeborenen angegriffen, außerdem scheinen Tarzan und Jane bei einem Dschungelfeuer umgekommen zu sein. Die Männer nehmen den Jungen mit in die USA.
Tarzan und Jane sind jedoch nicht tot. Der Affe Cheeta konnte beide noch rechtzeitig vor dem Feuer warnen. Durch Cheeta erfährt Tarzan, dass Boy mit den Männern abgeflogen ist. Tarzan, Jane und Cheeta machen sich auf den Weg nach New York. Dort angekommen ist Tarzan von der Zivilisation irritiert. Nach kurzer Zeit vermisst er den Dschungel; er muss sich an die Gepflogenheiten der Zivilisation anpassen, indem er Kleidung trägt. Eine Opernsängerin im Radio hält er für eine Frau, die um Hilfe schreit. Die hier lebenden Dunkelhäutigen hält er für Afrikaner, die zurück in den Dschungel möchten.
Tarzan und Jane versuchen, auf gerichtlichem Wege ihren Jungen zurückzubekommen. Tarzan wird bei der richterlichen Befragung vom gegnerischen Anwalt derart provoziert, dass er ihn im Gerichtssaal angreift. Tarzan flieht durch das Fenster und springt von der Brooklyn Bridge in den East River. Schließlich findet er den Zirkus, in dem Boy als Dompteur arbeiten soll. Mit Hilfe seiner Dschungelsprache kann Tarzan sich der Hilfe der Elefanten versichern. Die Tiere befreien sich von den Ketten und zerstören den Zirkus. In dem Trubel kann Tarzan den Jungen befreien und sich dann zusammen mit Jane auf den Weg zurück nach Afrika machen.

## Hintergrund
Dies war der sechste von zwölf Tarzan-Filmen des früheren Olympia-Schwimmers Johnny Weissmüller (fünf Goldmedaillen). Gleichzeitig war es Maureen O’Sullivans sechster und letzter Auftritt als Jane. Johnny Sheffield trat insgesamt acht Mal als Tarzans Adoptivsohn Boy auf. Dieser Film war sein dritter Auftritt. Elmo Lincoln hat einen Cameo-Auftritt als Zirkus-Arbeiter. Lincoln war 1918 der erste Tarzan-Darsteller.
Die Dschungelszenen dieser MGM-Produktion wurden in Florida gedreht. Regisseur Thorpe inszenierte insgesamt vier Tarzan-Abenteuer mit Johnny Weissmüller.
Art-Director des Films war Cedric Gibbons. Gibbons war nicht nur elfmaliger Oscar-Gewinner, er führte auch zweimal Regie. 1934 inszenierte er Tarzans Vergeltung (Tarzan and His Mate) mit Weissmuller und O’Sullivan. Als Ausstatter kam der achtmalige Oscar-Preisträger Edwin B. Willis zum Einsatz, während für den Ton der siebenfache Oscar-Gewinner Douglas Shearer zuständig war. Die Spezialeffekte stammen von dem Oscar-prämierten Team A. Arnold Gillespie und Warren Newcombe.

## Kritiken
„Trotz des reizvollen Kontrastes zwischen Großstadt- und Dschungel-Existenz erreicht der konventionelle Abenteuerfilm nie mehr als Serienformat“, urteilte das Lexikon des internationalen Films.

## Synchronisation
Eine erste deutsche Synchronfassung entstand 1950 im MGM Synchronisations-Atelier Berlin. Im Jahr 1981 gab das ZDF bei der Arena Synchron GmbH Berlin eine weitere Synchronisation in Auftrag, die unter der Synchronregie und nach dem Dialogbuch von Franz-Otto Krüger zustande kam.
| Rolle            | Darsteller         | Synchronsprecher 1950 | Synchronsprecher 1981 |
| ---------------- | ------------------ | --------------------- | --------------------- |
| Tarzan           | Johnny Weissmüller | Wilhelm Borchert      | Wolfgang Pampel       |
| Jane             | Maureen O’Sullivan | Gisela Trowe          | Almut Eggert          |
| Boy              | Johnny Sheffield   | Michael Günther       | –                     |
| Buck Rand        | Charles Bickford   | Erich Dunskus         | –                     |
| Shields          | Paul Kelly         | Peter Petersz         | –                     |
| Richter Abbotson | Russell Hicks      | Walter Werner         | –                     |
| Anwalt Norton    | Howard C. Hickman  | Paul Bildt            | –                     |